# بلال نجدی
بلال نجدی (عربی: بلال محمود نجدي؛ زادهٔ ۲۶ نوامبر ۱۹۹۳) بازیکن فوتبال اهل لبنان است.
از باشگاه‌هایی که در آن بازی کرده‌است می‌توان به باشگاه فوتبال الانصار لبنان اشاره کرد.
وی همچنین در تیم‌های ملی فوتبال زیر ۲۰ سال لبنان و لبنان بازی کرده‌است.